# Raoni Barcelos
Raoni Mendonca Barcelos (Río de Janeiro, Brasil, 1 de mayo de 1987) es un artista marcial mixto brasileño que compite en la división de peso gallo de Ultimate Fighting Championship.

## Primeros años
Nació en Río de Janeiro, Brasil. Empezó a luchar a los cinco años bajo la influencia de su padre, Laerte Barcelos, que fue luchador de estilo libre en la década de 1980 y compitió con la selección brasileña de lucha, además de poseer un cinturón coral de 7º grado en jiu-jitsu. Ganó numerosos títulos importantes en su juventud, entre los que se incluyen haber sido 5 veces campeón nacional de lucha de Brasil, 2 veces campeón sudamericano de lucha, y haber ganado 4 títulos mundiales de jiu-jitsu en las clases de cinturón inferiores. Después de competir algunos años para el equipo nacional de lucha brasileña, hizo la transición a las artes marciales mixtas (MMA) en 2012 a la edad de 25 años.

## Carrera en artes marciales mixtas

### Inicios
Comenzó a luchar profesionalmente en 2012. Luchó bajo numerosas organizaciones, en particular Web Fight Combat, Shooto Brasil, y Resurrection Fighting Alliance (RFA), donde fue campeón de peso pluma tres veces
 antes de firmar por la UFC.

### Ultimate Fighting Championship
Tenía previsto debutar en UFC el 28 de octubre de 2017, en sustitución del lesionado Augusto Mendes en UFC Fight Night: Brunson vs. Machida contra Bostom Salmon. Posteriormente, Salmon se retiró del combate el 20 de octubre alegando su propia lesión. Como resultado, también fue eliminado de la cartelera.
Debutó en UFC contra Kurt Holobaugh el 14 de julio de 2018 en UFC Fight Night: dos Santos vs. Ivanov. Ganó el combate por KO en el tercer asalto. Este combate le valió el premio a la Pelea de la Noche.
Se enfrentó a Chris Gutiérrez el 30 de noviembre de 2018 en The Ultimate Fighter: Heavy Hitters Finale. Ganó el combate por sumisión técnica en el segundo asalto.
Se esperaba que se enfrentara a Said Nurmagomedov el 11 de mayo de 2019 en UFC 237. Sin embargo, Nurmagomedov se retiró del combate por una razón no revelada y fue sustituido por Carlos Huachin. Ganó el combate por TKO en el segundo asalto.
Se enfrentó a Said Nurmagomedov el 21 de diciembre de 2019 en UFC Fight Night: Edgar vs. The Korean Zombie. Ganó el combate por decisión unánime.
Se esperaba que se enfrentara a Cody Stamann el 28 de marzo de 2020 en UFC on ESPN: Ngannou vs. Rozenstruik. Debido a la pandemia de COVID-19, el evento fue finalmente pospuesto.
Se enfrentó a Khalid Taha el 7 de noviembre de 2020 en UFC on ESPN: Santos vs. Teixeira. Ganó el combate por decisión unánime. Este combate le valió el premio a la Pelea de la Noche.
Se esperaba que se enfrentara a Merab Dvalishvili el 5 de diciembre de 2020 en UFC on ESPN: Hermansson vs. Vettori. Sin embargo, fue retirado de la cartelera debido a una suspensión médica relacionada con su último combate el 7 de noviembre en UFC on ESPN: Santos vs. Teixeira.
Se esperaba que se enfrentara a Raphael Assunção el 27 de febrero de 2021 en UFC Fight Night: Rozenstruik vs. Gane. Sin embargo, Assunção se retiró del combate a principios de febrero por razones no reveladas. Marcelo Rojo fue nombrado como sustituto. Posteriormente, fue retirado del combate el 22 de febrero tras dar positivo por COVID-19.
Se enfrentó a Timur Valiev el 26 de junio de 2021 en UFC Fight Night: Gane vs. Volkov. Perdió el combate por decisión mayoritaria. Este combate le valió el premio a la Pelea de la Noche.
Se esperaba que se enfrentara a Trevin Jones el 18 de diciembre de 2021 en UFC Fight Night: Lewis vs. Daukaus. Sin embargo Jones se retiró de la pelea por razones no reveladas y fue sustituido por Victor Henry. El emparejamiento fue entonces cancelado horas antes de celebrarse debido a los protocolos de COVID-19, y reprogramado para enfrentarse el 22 de enero de 2022 en UFC 270. Perdió el combate por decisión unánime.
Se enfrentó a Trevin Jones el 1 de octubre de 2022 en UFC Fight Night: Dern vs. Yan. Ganó el combate por decisión unánime.
Barcelos se enfrentó a Umar Nurmagomedov el 14 de enero de 2022 en UFC Fight Night 217. Perdió la pelea por nocaut en el primer asalto.
Barcelos estaba programado para enfrentar a Miles Johns el 17 de junio de 2023 en UFC on ESPN 47. Sin embargo, Johns se retiró debido a una lesión y la pelea fue descartada.
Barcelos, como reemplazo de Said Nurmagomedov, fue reprogramado contra Kyler Phillips el 5 de agosto de 2023 en UFC on ESPN 50. Perdió la pelea por decisión unánime.
Barcelos se enfrentó a Cristian Quiñonez el 24 de febrero de 2024 en UFC Fight Night 237. Ganó la pelea por estrangulamiento por detrás en el tercer asalto. 

## Campeonatos y logros

### Artes marciales mixtas
- Ultimate Fighting Championship
  - Pelea de la Noche (tres veces) vs. Kurt Holobaugh, Khalid Taha, y Timur Valiev[16][28][37]
- Resurrection Fighting Alliance
  - Campeonato de Peso Pluma de Resurrection Fighting Alliance (tres veces) vs. Ricky Musgrave, Bobby Moffett y Dan Moret[7][8][9]

### Lucha libre
- 5 veces Campeón de Lucha Libre Brasileña[5]
- 2 veces Campeón de Lucha Sudamericana[5]

### Jiu-jitsu brasileño
Linaje: Mitsuyo Maeda > Carlos Gracie > Reyson Gracie > Osvaldo Alves > Laerte Barcelos > Raoni Barcelos
- Campeón brasileño de Nogi (2009 negro)[4]
- Campeón Mundial - IBJJF (2002 azul, 2003 azul, 2006 púrpura)[4]
- Campeón de la Copa del Mundo - CBJJO (2005)[4]
- Campeón Nacional de Brasil (2004 y 2005 azul, 2006 púrpura)[4]
- Campeón Nacional de Portugal (2010)[4]
- Medalla de Plata Nacional de Brasil (2002, 2003)[4]

## Récord en artes marciales mixtas
| Resultado | Récord | Oponente                      | Método                                     | Evento                                       | Fecha                    | Ronda | Tiempo | Localización                | Notas                                                      |
| --------- | ------ | ----------------------------- | ------------------------------------------ | -------------------------------------------- | ------------------------ | ----- | ------ | --------------------------- | ---------------------------------------------------------- |
| Victoria  | 19-5   | Payton Talbott                | Decisión (unánime)                         | UFC 311                                      | 18 de enero de 2025      | 3     | 5:00   | Inglewood, California       |                                                            |
| Victoria  | 18-5   | Cristian Quiñonez             | Sumisión (rear-naked choke)                | UFC Fight Night: Moreno vs. Royval 2         | 24 de febrero de 2024    | 3     | 2:04   | Ciudad de México            |                                                            |
| Derrota   | 17-5   | Kyler Phillips                | Decisión (unánime)                         | UFC Fight Night: Strickland vs. Imavov       | 5 de agosto de 2023      | 3     | 5:00   | Nashville, Tennessee        |                                                            |
| Derrota   | 17-4   | Umar Nurmagomedov             | KO (patada al cuerpo y puñetazo)           | UFC Fight Night: Strickland vs. Imavov       | 14 de enero de 2023      | 1     | 1:40   | Las Vegas, Nevada           |                                                            |
| Victoria  | 17-3   | Trevin Jones                  | Decisión (unánime)                         | UFC Fight Night: Dern vs. Yan                | 1 de octubre de 2022     | 3     | 5:00   | Las Vegas, Nevada           |                                                            |
| Derrota   | 16-3   | Victor Henry                  | Decisión (unánime)                         | UFC 270                                      | 22 de enero de 2022      | 3     | 5:00   | Anaheim, California         |                                                            |
| Derrota   | 16-2   | Timur Valiev                  | Decisión (mayoritaria)                     | UFC Fight Night: Gane vs. Volkov             | 26 de junio de 2021      | 3     | 5:00   | Las Vegas, Nevada           | Pelea de la Noche.                                         |
| Victoria  | 16-1   | Khalid Taha                   | Decisión (unánime)                         | UFC on ESPN: Santos vs. Teixeira             | 7 de noviembre de 2020   | 3     | 5:00   | Las Vegas, Nevada           | Pelea de la Noche.                                         |
| Victoria  | 15-1   | Said Nurmagomedov             | Decisión (unánime)                         | UFC Fight Night: Edgar vs. The Korean Zombie | 21 de diciembre de 2019  | 3     | 5:00   | Busan                       |                                                            |
| Victoria  | 14-1   | Carlos Huachin                | TKO (codazos y puñetazos)                  | UFC 237                                      | 11 de mayo de 2019       | 2     | 4:49   | Río de Janeiro              |                                                            |
| Victoria  | 13-1   | Chris Gutiérrez               | Sumisión (estrangulamiento por detrás)     | The Ultimate Fighter: Heavy Hitters Finale   | 30 de noviembre de 2018  | 2     | 4:12   | Las Vegas, Nevada           | Debut en el peso gallo.                                    |
| Victoria  | 12-1   | Kurt Holobaugh                | KO (puñetazos)                             | UFC Fight Night: dos Santos vs. Ivanov       | 14 de julio de 2018      | 3     | 1:23   | Boise, Idaho                | Pelea de la Noche.                                         |
| Victoria  | 11-1   | Dan Moret                     | KO (puñetazos)                             | RFA 45                                       | 28 de octubre de 2016    | 2     | 0:51   | Prior Lake, Minnesota       | Defendió el Campeonato de Pso Pluma de RFA.                |
| Victoria  | 10-1   | Bobby Moffett                 | Decisión (unánime)                         | RFA 39                                       | 17 de junio de 2016      | 5     | 5:00   | Hammond, Indiana            | Defendió el Campeonato de Pso Pluma de RFA.                |
| Victoria  | 9-1    | Ricky Musgrave                | Decisión (unánime)                         | RFA 29                                       | 21 de agosto de 2015     | 3     | 5:00   | Sioux Falls, Dakota del Sur | Ganó el vacante Campeonato de Pso Pluma de RFA.            |
| Victoria  | 8-1    | Jamal Parks                   | KO (puñetazos)                             | RFA 23                                       | 6 de febrero de 2015     | 1     | 2:31   | Costa Mesa, California      |                                                            |
| Derrota   | 7-1    | Mark Dickman                  | Sumisión (estrangulamiento por detrás)     | RFA 14                                       | 11 de abril de 2014      | 2     | 2:06   | Cheyenne, Wyoming           |                                                            |
| Victoria  | 7-0    | Tyler Toner                   | Decisión (unánime)                         | RFA 11                                       | 22 de noviembre de 2013  | 3     | 5:00   | Broomfield, Colorado        |                                                            |
| Victoria  | 6-0    | Erinaldo dos Santos Rodrigues | KO (rodillazo volador y puñetazos)         | Webfight Combat 2                            | 7 de julio de 2013       | 1     | 3:25   | Río de Janeiro              |                                                            |
| Victoria  | 5-0    | João Herdy Jr.                | TKO (puñetazos)                            | Web Fight Combat                             | 27 de enero de 2013      | 2     | 0:00   | Río de Janeiro              |                                                            |
| Victoria  | 4-0    | Jorge Rodrigues Silva         | Decisión (unánime)                         | Shooto Brazil 34                             | 21 de septiembre de 2012 | 3     | 5:00   | Brasilia                    | Ganó el vacante Campeonato de Peso Pluma de Shooto Brasil. |
| Victoria  | 3-0    | Fabricio Batista              | TKO (puñetazos)                            | Shooto Brazil 32                             | 14 de julio de 2012      | 1     | 0:21   | Río de Janeiro              |                                                            |
| Victoria  | 2-0    | Gilmar Silva Milhorance       | Sumisión (estrangulamiento por guillotina) | Shooto Brazil 29                             | 26 de abril de 2012      | 1     | 1:16   | Río de Janeiro              |                                                            |
| Victoria  | 1-0    | Vitor Riso                    | TKO (parada médica)                        | Shooto Brazil 28                             | 10 de marzo de 2012      | 1     | 5:00   | Río de Janeiro              |                                                            |